# Prurient
Prurient est le nom d'artiste du musicien Dominick Fernow. Il a publié ses enregistrements sur de nombreux labels indépendants tels que American Tapes, Hanson Records, RRRecords, Load Records, Troubleman Unlimited, Chrondritic Sound, ainsi que sur son propre label Hospital Productions (en). Prurient est devenu une référence de la scène bruitiste des années 2000, couvert par certaines revues de référence telles que Pitchfork et The Village Voice.
Artiste prolifique, Prurient a réalisé de nombreux albums sous d'autres noms comme Vatican Shadow ou Rainforest Spiritual Enslavement.
Dominick Fernow travaille essentiellement avec un microphone et un amplificateur. Certains disques ont été réalisés en collaboration avec Ben Bartlett, Richard Dunn, John Wiese, Jeff Plummer, Kris Lapke, Wolf Eyes, Kevin Drumm et Emily Salvatierra. Fernow a grandi dans le Wisconsin mais vit à présent à New York, dans le quartier Bushwick de  Brooklyn.
Prurient signifie « lubrique », « salace » en anglais.

## Discographie partielle

### 2001
- Body Language, LP (Peel Back the Sky)
- CD réalisé en collaboration avec Richard Ramirez & Flatline Construct (Hospital Productions, Peel Back The Sky, Monorail Trespassing)
- Guide to Grooming, cass (Monorail Trespassing)
- Hunt in Couples, 7" split avec ASD (Hospital Productions, Anti-Everything)
- Magnified Healing, CD split avec T.E.F., Richard Ramirez (Hospital Productions, T.E.F)
- Mater Dolorosa, CD (Hospital Productions)
- Mummification and Prayer, cass (Hospital Productions)
- White Plains Leather: Black River Falls (Hospital Productions)

### 2002
- The History of Aids, CD (Hospital Productions/Armageddon)

### 2003
- Recycled Music, cass (RRR)
- Troubled Sleep, CD (Truculent Recordings)
- We Set Off in High Spirits, cass (Gods of Tundra)

### 2004
- 60 Minutes of Silence, cass (American Tapes)
- Fossil, CD (Truculent Recordings)
- Red Head, cass avec Pedestrial Deposit (RRRecords)
- Shipwreckers Diary, CD (Ground Fault)
- Starvation, cass (Hospital Productions)
- Sexual Magic, 2xCass (Hospital Productions)
- The Hidden Family/+White+, 12"/CD avec Kites (Load Records)

### 2005
- African Division, cass (Hospital Productions)
- Black Vase, CD/LP (Load Records)
- Love and Romance, LP (Hospital Productions)
- The Baron's Chamber, CD (Nihilist)
- The Warriors, CD/LP (Hospital Productions/Gods of Tundra)
- Church of Ammunition, 7" (Troubleman Unlimited)
- Vegas Martyrs - Choking Doberman, 7" (Guitar) (Kitty Play Records)

### 2006
- Heavy Rain Returns, w/ Carlos Giffoni CD (iDEAL Recordings)
- Memory Repeating, 7" (AA Records)
- Pleasure Ground, CD (Load Records)
- Point and Void, CD (Ninth Circle Music)
- Snail on a Razor, w/Hototogisu CD (Hospital Productions)

### 2007
- Cave Depression, 3x7" (No Fun Productions)
- Taylor Bow - Hate Fuck, 7" (Guitare) (Hospital Productions)
- Prurient, LP (Hanson Records)
- Split, avec Mindflayer (Important Records)
- Terminal Cases, 2x3" CD (Split avec Death Unit) (aRCHIVE)
- The Golden Chamber, cass (Hospital Productions)
- All Are Guests in the House of the Lord, cass/CD (collaboration avec Kevin Drumm) (Hospital Productions)

## Sources/Références
- Émission Tracks du 18/05/2006 : Vibration - Noise

- (en) Cet article est partiellement ou en totalité issu de l’article de Wikipédia en anglais intitulé « Prurient » (voir la liste des auteurs).